# Теннисный комплекс имени Радж Кумара Ханна
Теннисный комплекс имени Радж Кумара Ханна — теннисный центр, расположенный в южной части города Дели (Индия).

## Общая информация
Корты эксплуатируются с 1970 года, комплекс построен в 1982 году, реконструирован в 2009 году. Назван в честь бывшего президента Всеиндийской Теннисной Ассоциации (AITA) Радж Кумара Ханна, занимавшего пост её секретаря с 1966 по 1974 и с 1988 по 1992 годы до того, как стать её президентом на 8 лет с 1992 по 2000 годы. Комплекс считается главным теннисным объектом Индии, поэтому дирекция AITA размещена на его территории.
В составе комплекса 1 центральный, 6 игровых и 6 тренировочных кортов.
Стадион является домашним для сборной команды Индии в Кубке Дэвиса, в центре ежегодно проводится женский теннисный турнир ITF с призовым фондом $ 10 000, комплекс принимал теннисные программы Летних Азиатских игр 1982 года и XIX Игр Содружества в 2010 году, для которых он прошёл реконструкцию.

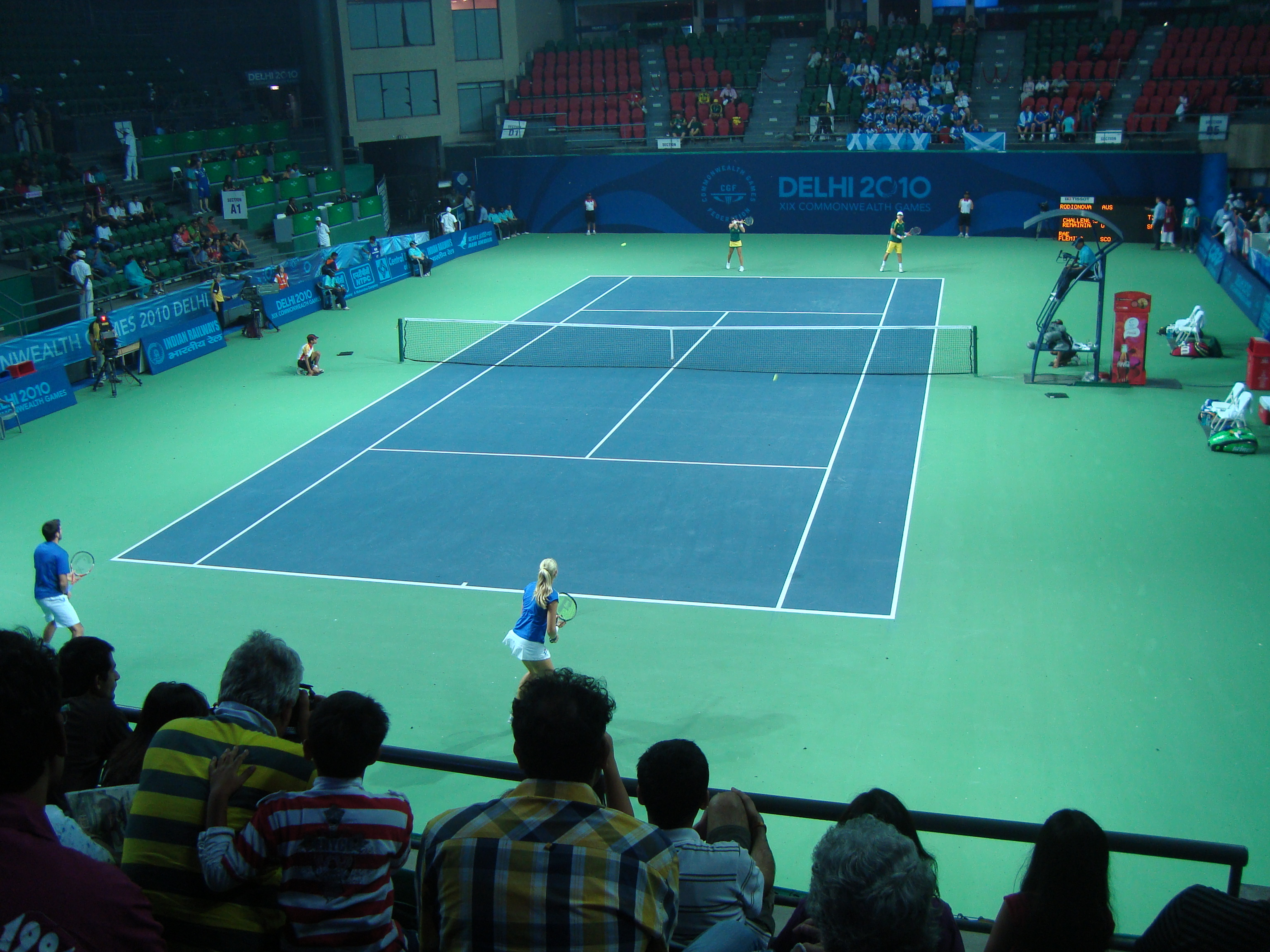
Финал в миксте на XIX Играх Содружества